# District d'Inn

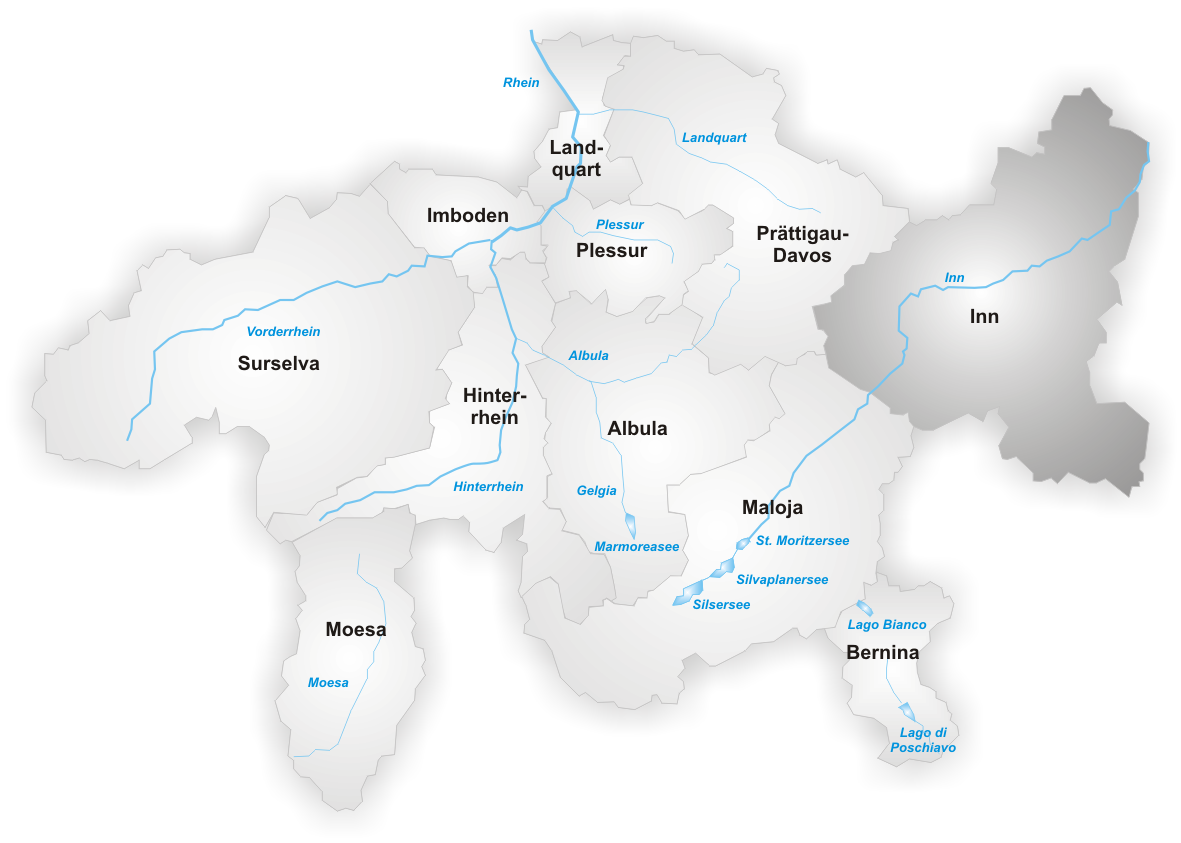
Le district d'Inn.

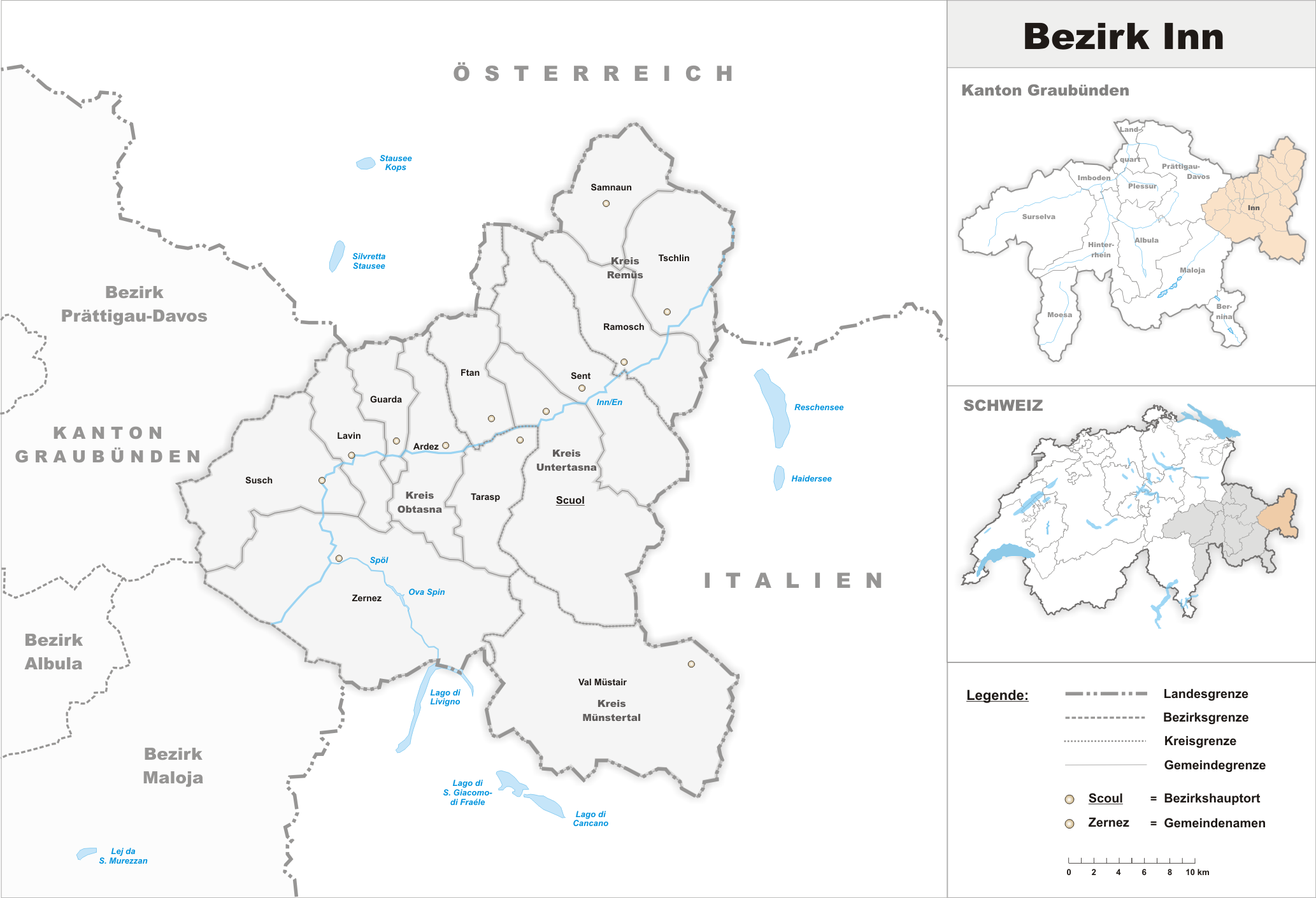
Les communes du district d'Inn.

Pour les articles homonymes, voir Inn.
Le district d'Inn (romanche : ) était un des 11 districts du canton des Grisons en Suisse. 
Il comptait cinq communes réparties en quatre cercles communaux.
Il est remplacé le 1er janvier 2016 par la région d'Engiadina Bassa/Val Müstair, qui reprend le même périmètre. 

## Communes

### Cercle communal de Ramosch
- Samnaun
- Valsot

### Cercle communal de Suot Tasna
- Scuol

### Cercle communal de Sur Tasna
- Zernez

### Cercle communal de Val Müstair
- Val Müstair